# Русско-Лютино
Ру́сско-Лю́тино — хутор в Куйбышевском районе Ростовской области.
Входит в состав Кринично-Лугского сельского поселения.

## Население
| 2010 |
| ---- |
| 449  |

По данным переписи 1926 года по Северо-Кавказскому краю, на хуторе числилось 30 хозяйств и 202 жителя (107 мужчин и 95 женщин), из которых 158 — великороссы, 39 — украинцы.

## Улицы
- ул. Социалистическая,
- пер. Кооперативный.